# Soultzeren
Soultzeren là một xã ở tỉnh Haut-Rhin trong vùng Grand Est ở đông bắc Pháp. Xã này có diện tích 18kilômét vuông, dân số năm 1999 là 1178 người. Khu vực này có độ cao 543 mét trên mực nước biển.